# Illiesonemoura ornata
Illiesonemoura ornata is een steenvlieg uit de familie beeksteenvliegen (Nemouridae). De wetenschappelijke naam van de soort is voor het eerst geldig gepubliceerd in 1875 door McLachlan.